# Harald Bohr
Harald August Bohr, född 22 april 1887 i Köpenhamn, död 22 januari 1951 i Hellerup, var en dansk matematiker och fotbollsspelare.
Harald Bohr var son till Christian Bohr, som var professor i fysiologi vid Köpenhamns universitet, och Ellen Adler Bohr, som kom från en judisk bankirfamilj. Hans äldre bror var den berömda fysikern Niels Bohr. De två var väldigt sammansvetsade, även för att vara bröder. 
Harald Bohr innehade en professur vid Polyteknisk læreanstalt i Köpenhamn. Han kallades 1929 till professor vid universitetet i Uppsala men avböjde och fick istället en professur i matematik vid Köpenhamns universitet. Bohr var i sin ungdom även en bra fotbollsspelare där han spelade back; han tog silvermedalj år 1908 i OS med Danmarks herrlandslag i fotboll.
Harald Bohr invaldes 1950 som utländsk ledamot av Kungliga Vetenskapsakademien, där hans bror Niels varit ledamot sedan 1928.